# Bettina Ustrowski
Bettina Ustrowski (Berlín, Alemania, 27 de julio de 1976) es una nadadora alemana retirada subcampeona olímpica en 1992 en los 4 x 100 metros estilos.

## Carrera deportiva
En las Olimpiadas de Barcelona 1992 ganó la medalla de plata en los relevos de 4 x 100 metros estilos, 4:05.19 segundos, tras Estados Unidos (oro) y por delante del Equipo Unificado (bronce), siendo sus compañeras de equipo: Franziska van Almsick, Jana Dörries, Dagmar Hase, Daniela Hunger y Daniela Brendel.

## Palmarés internacional
| Juegos Olímpicos               | Juegos Olímpicos        | Juegos Olímpicos  | Juegos Olímpicos  |
| Año                            | Lugar                   | Medalla           | Prueba            |
| ------------------------------ | ----------------------- | ----------------- | ----------------- |
| 1992                           | Barcelona (España)      | Medalla de plata  | 4 × 100 m estilos |
| Campeonato Europeo de Natación |                         |                   |                   |
| Año                            | Lugar                   | Medalla           | Prueba            |
| 1993                           | Sheffield (Reino Unido) | Medalla de bronce | 100 m mariposa    |
| 1993                           | Sheffield (Reino Unido) | Medalla de oro    | 4 × 100 m estilos |